# Pycnonotus xanthorrhous
El bulbul pechipardo (Pycnonotus xanthorrhous) es una especie de ave paseriforme de la familia Pycnonotidae propia del sureste de Asia. Se encuentra en el este de China, y el norte de Laos, Birmania, Tailandia y Vietnam.

## Subespecies
Se reconocen las siguientes subespecies:
- Pycnonotus xanthorrhous xanthorrhous
- Pycnonotus xanthorrhous andersoni